# Nehemes-Bastet

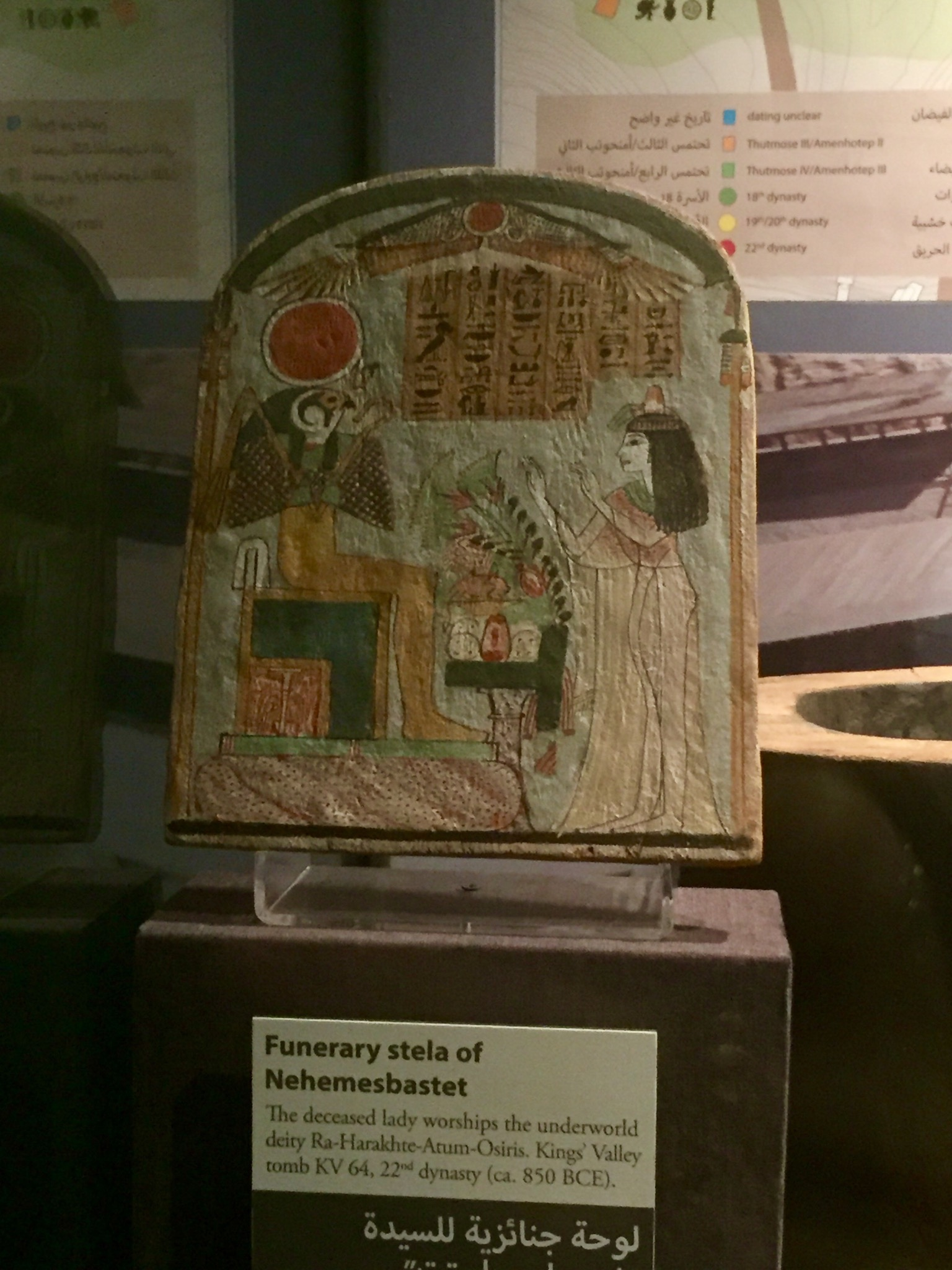
Estela que representa a Nehemes-Bastet ante un dios funerario compuesto.

En el Antiguo Egipto, Nehemes-Bastet o Nehmes Bastet (745-712 a. C.), fue una cantante del templo.

## Biografía
Fue la hija del sumo sacerdote de Amón. Su nombre, traducido como ‘Bastet puede salvarla’, indica que ella estaba bajo la protección de la diosa felina y madre divina Bastet, la protectora del Bajo Egipto. Vivió durante la XXII Dinastía egipcia durante el Tercer periodo intermedio de Egipto (una época en que Egipto estaba dividido por las guerras intermitentes entre los faraones de Tanis y los sumos sacerdotes de Amón en Tebas, que rivalizaban con los gobernantes tradicionales de riqueza y poder), que existió entre el 945-712 a. C.. La vida cotidiana de Nehemes-Bastet se puede deducir de una gran cantidad de pinturas, textos y relieves tallados en las estatuas y estelas de la época. Como cantante del templo de Amón, que probablemente vivió en el templo de Karnak, ubicado en el complejo de Tebas. La ocupación de Nehemes-Bastet, sin embargo, fue a adorar a Amón, el rey de los antiguos dioses egipcios. Era una de las muchas sacerdotisas cantantes que llevaron a cabo dentro de los santuarios y en los tribunales de los templos. Normalmente, los instrumentos musicales de las cantantes eran el menat (un collar de muchas perlas, que se sacudía) y el sistro, un sonajero de mano cuyo sonido se dice que evocan un susurro del viento a través de cañas de papiro. Se dice que el título de "cantantes de Amón" perteneció a las mujeres de la clase alta.
El momento del entierro de Nehemes-Bastet (en algún momento entre 945 y 715 a. C.) fue mucho después de que Egipto había llegado a la cima de su poder e influencia. Estas mujeres fueron muy respetadas en la sociedad, razón por la cual Nehemes-Bastet fue enterrada en el Valle de los Reyes.

## Descubrimiento
En 1995, un equipo dirigido por Donald Ryan, de la Universidad Luterana del Pacífico en Tacoma (estado de Washington, estaban investigando una tumba que la familia del faraón Ramsés II. Hallaron corredores desconocidos, que conducían a las recámaras de los hijos de Ramsés II, que se extendían a más de 121 habitaciones. Por desgracia, las habitaciones habían sido saqueadas en la antigüedad y dañadas por las inundaciones.
En 2005, un equipo dirigido por Otto Schaden del Proyecto Amenmesse, descubrieron una cámara que no había sido saqueada, tenía 7 ataúdes y 28 frascos que contenían materiales momificados. La cámara no contenía los cuerpos, por lo que es poco probable que se tratara de una tumba.
El 25 de enero de 2011, decenas de miles de manifestantes inundaron la plaza Tahrir de El Cairo, exigiendo el fin del régimen del presidente Hosni Mubarak. A medida que el "día de la rebelión" llenaba las calles de El Cairo y otras ciudades con gases lacrimógenos y que las piedras volaban, un equipo de arqueólogos dirigido por Susanne Bickel, de la Universidad de Basilea (en Suiza) estaba a punto de realizar uno de los descubrimientos más significativos en el Valle de los Reyes en casi un siglo. El valle se encuentra en la orilla oeste del Nilo, frente a lo que alguna vez fue el centro del Egipto espiritual de la ciudad de Tebas, ahora conocida como Luxor. El valle era el lugar de descanso final de los faraones y de principios aristócratas en el período del Imperio Nuevo (1539-1069 a. C.), cuando la riqueza y el poder de Egipto se encontraban en un punto alto. Decenas de tumbas fueron desaparecidas del valle, pero la mayoría de ellas fueron saqueadas con el tiempo. En el extremo sureste del valle descubrieron tres lados de un borde de piedra artificial que rodea un área de cerca de tres y medio por cinco de alto. Los arqueólogos sospechaban que era sólo la parte superior de un pozo abandonado. Pero, debido a la incertidumbre creada por la revolución política de Egipto, que cubre el borde de piedra con una puerta de hierro que se informó a las autoridades y se solicitó un permiso oficial para la excavación. Un año más tarde, justo antes del primer aniversario de la revolución, Bickel regresó con un equipo de veintena de personas, incluido al directora Elina Paulin-Grothe, de la Universidad de Basilea, el inspector egipcio Ali Reda, y los trabajadores locales. Se inició la limpieza de la arena y el sacado del ripio. A unos ocho metros de profundidad, se encontraron con el borde superior de una puerta bloqueada por piedras de gran tamaño. En la parte inferior de la excavación se encontraron fragmentos de cerámica hecha de limo del Nilo, y los trozos de yeso, un material utilizado para sellar las entradas de las tumbas. Esas piezas de yeso, junto con la edad de otros lugares cercanos, fueron la primera señal de que la excavación podría ser en realidad una tumba que data de entre 1539 y 1292 a. C., la Dinastía XVIII de Egipto. Las grandes piedras parecen haber sido añadidos más tarde. A pesar de que las piedras bloquearon la entrada, había un agujero lo suficientemente grande como para admitir una pequeña cámara digital. Bickel, Paulin-Grothe, y el jefe de los obreros egipcios, cada uno por turnos, tirados en el suelo, la cabeza presionada contra la pared del pozo, un brazo por el agujero, tomando fotos. Las sorprendentes imágenes revelaron una pequeña excavado en la roca, la medición era de 13x85 m, se llenó hasta tres metros de escombros hasta el techo, dejando pocas dudas de que habían encontrado una tumba. En la parte superior, los restos de un polvillo negro sobre un ataúd de madera de sicomoro y decoradas con grandes jeroglíficos amarillos en los costados y la parte superior. "Nunca antes hebía encontrado un ataúd en tan buenas condiciones", dice Bickel. Los jeroglíficos describen al ocupante de la tumba, llamada Nehemes-Bastet, como una "dama" de la clase alta y "Chantress [Shemayet] de Amón", cuyo padre era un sacerdote en el complejo del templo de Karnak, en Tebas. El color del ataúd y los jeroglíficos que coincida con un estilo que se remonta a entre el 945 y el 715 a. C., unos 350 años después de que la tumba fuese construida. El ataúd demuestra que la cámara funeraria había sido reutilizada, una práctica muy común en esos tiempos. El único otro artefacto datado del mismo período que el ataúd era una estela de madera, ligeramente más pequeño que un iPad, pintado con una oración para prevenir en ella en el más allá, y una imagen que se cree que es de Nehemes-Bastet y en el frente sentado el dios sol Amón. Las pinturas blanca, verde, amarillo y el rojo no se habían desvanecido. Bickel dice que "podría haber sido tomada de un almacén de ayer." Entre los escombros que se llenó la cámara, los restos del lugar de la sepultura original de la XVIII Dinastía egipcia, se encontraron cerámicas, fragmentos de madera, y partes de las desenvolturas y desmembramientos de la momia, que ocupó por primera vez en la tumba. También debe tenerse en cuenta que antes del descubrimiento de Nehemes-Bastet, la última tumba que no fue saqueada, se encuentra en el valle, de la famosa excavación de Tutankamón, descubierta en 1922 por Howard Carter. Se dice que el veneciano de antigüedades Giovanni Belzoni, creía que había vaciado la última de las tumbas del valle durante su expedición en 1817. Antes de que el equipo de Bickel realizara abrir el ataúd de Nehemes-Bastet del interior de la cámara funeraria para su estudio, tuvieron que abrir el ataúd exterior, para asegurarse de que no haya sufrido ningún daño durante su traslado. Solicitan aun restaurador para que pueda quitarle los clavos que a sujetan el ataúd exterior. El Inspector Ali Reda y Mohammed el-Bialy, jefe inspector de antigüedades del Alto Egipto, junto a Bickel y a Paulin-Grothe para la apertura. En el interior hallaron, cuidadosamente envuelta una momia femenina, de aproximadamente cinco pies de altura. Se ennegreció todo y fue pegada a la parte inferior del ataúd por una pegajoso jarabe a base de fruta utilizado en el proceso de momificación. Incluso en el poco tiempo transcurrido desde su descubrimiento, la tumba ya está dando ideas interesantes en la vida de la mujer que fue enterrado allí. Dice Bickel, "Es interesante que en este período, incluso una chica rica fuese enterrada con cosas muy simples", comparando el ataúd de Nehemes-Bastet y estela con cerámica elaborada, muebles y alimentos que se encuentran en las primeras tumbas. Su ataúd de madera fue sin duda muy caro, pero sin embargo, carecía de las ataúdes elaboradas en el interior, que se encuentran en entierros similares. La música era un ingrediente clave en la religión egipcia. Para obtener más información sobre Nehemes-Bastet, el equipo de Bickel, necesitaría mover la momia a su laboratorio. Después de reforzar el ataúd y asegurar la momia, el equipo de Bickel cuidadosamente la sacaron de la cámara funeraria y la transportaron a través del río Nilo hasta la ciudad de Luxor, donde está siendo totalmente restaurada. El equipo ha vaciado y sellado la tumba, pero planean regresar para completar un análisis de la arquitectura para que puedan aprender más acerca de su construcción. Además, una tomografía computarizada de Nehemes-Bastet está prevista para principios de 2013. Los informes preliminares serán publicados a finales de 2012, pero los análisis finales de la tumba y sus artefactos probablemente tomarán de cuatro a cinco años. Tan sorprendente como la búsqueda de la tumba de Nehemes-Bastet, los arqueólogos creen que probablemente no es el último gran descubrimiento que se hizo en el Valle de los Reyes. "El valle tiene muchos rincones y grietas", dice Otto Schaden, por lo que todavía es prematuro establecer límites a la posibilidad de encontrar más tumbas. Fue descubierta (KV64) en el Valle de los Reyes en 2012.